# Liste de jeux Windows (M)
Cette liste de jeux Windows dont le titre commence par la lettre M recense des jeux vidéo sortis sur le système d'exploitation Windows pour PC.
Pour un souci de cohérence, la liste utilise les noms français des jeux, si ce nom existe.
Cette liste est découpée, il est possible de naviguer entre les pages via le sommaire.
- M&M's : Les Formules perdues
- M.A.X.: Mechanized Assault and Exploration
- M.A.X. 2
- M.I.A.: Missing in Action
- M.U.D. TV
- Mace Griffin: Bounty Hunter
- MacGuffin's Curse
- MachiaVillain
- Machinarium
- Machine à voyager dans le temps, La
- Machine Hunter
- Machines
- MAD: Global Thermonuclear Warfare
- Mad Dog McCree
- Mad Max
- Mad Riders
- Mad Tracks
- Mad Trax
- Madagascar
- Madagascar 2
- Madballs in Babo: Invasion
- Madden NFL '96
- Madden NFL '97
- Madden NFL '98
- Madden NFL 99
- Madden NFL 2000
- Madden NFL 2001
- Madden NFL 2002
- Madden NFL 2003
- Madden NFL 2004
- Madden NFL 2005
- Madden NFL 06
- Madden NFL 07
- Madden NFL 08
- Madden NFL 19
- Madden NFL 20
- Madden NFL 21
- Made Man
- Maelstrom
- Maestro
- Mafia
- Mafia II
- Mafia III
- Mafia Racing
- Mage's Tale
- MageSlayer
- Magic Duels
- Magic : L'Assemblée
  - Magic: The Gathering - Spells of the Ancients
  - Magic: The Gathering - Duels of the Planeswalkers
- Magic: The Gathering - Arena
- Magic: The Gathering - Battlegrounds
- Magic: The Gathering - Battlemage
- Magic: The Gathering - Duels of the Planeswalkers 2012
- Magic: The Gathering - Duels of the Planeswalkers 2013
- Magic: The Gathering - Duels of the Planeswalkers 2014
- Magic: The Gathering - Duels of the Planeswalkers 2015
- Magic: The Gathering - Interactive Encyclopedia
- Magic: The Gathering Online
- Magic and Mayhem: The Art of Magic
- Magic School Bus Explores the Human Body, The
- Magic School Bus Explores the Ocean, The
- Magic School Bus Explores Inside the Earth, The
- Magic School Bus Explores in the Age of Dinosaurs, The
- Magic School Bus Explores the Rainforest, The
- Magic School Bus Lands on Mars
- Magic School Bus in Concert
- Magic School Bus Explores Bugs, The
- Magic School Bus Whales and Dolphins
- Magic School Bus Volcano Adventure
- Magic School Bus Discovers Flight
- Magic School Bus Explores the World of Animals
- Magical Battle Arena
- Magical Chase
- Magical Otoge Ciel
- Magicka
  - Magicka: Vietnam
  - Magicka: The Stars are Left
  - Magicka: The Other Side of the Coin
  - Magicka: Dungeons and Daemons
  - Magicka: Dungeons and Gargoyles
- Magicka: Wizard Wars
- Magicka 2
  - Magicka 2: Ice, Death, and Fury
- Magna Carta: The Phantom of Avalanche
- Magnetis
- Magrunner: Dark Pulse
- Mahjong Solitaire Refresh
- Mai-HiME: Unmei no Keitōju
- Maid of Sker
- Maillon faible, Le
- Maître de l'Olympe, Le : Zeus
  - Maître de l'Atlantide, Le : Poséidon
- Majestic
- Majestic Chess
- Majesty: The Fantasy Kingdom Sim
  - Majesty: The Northern Expansion
- Majesty 2: The Fantasy Kingdom Sim
- Maji de Watashi ni Koi Shinasai!
- Major League Baseball 2K9
- Major League Baseball 2K10
- Major League Baseball 2K11
- Major League Baseball 2K12
- Making History: The Calm and the Storm
- Making History II: The War of the World
- Making History: The Great War
- Malédiction de Judas, La
- Maldita Castilla
- Malice
- Malkari
- Mall Tycoon
- Mall Tycoon 2
- Mall Tycoon 3
- Man O' War: Corsair
- Man of Medan
- Maneater
- Manhole, The
- Manhunt
- Manhunt 2
- Mankind
- Manos: The Hands of Fate
- Manny's Murderous Movie Theater - The Snackbar Simulator
- Mantis Burn Racing
- Manx TT Super Bike
- MapleStory
- MapleStory 2
- Marathon
- Marathon 2: Durandal
- Marble Blast
- Marble Drop
- Marc Eckō's Getting Up: Contents Under Pressure
- MARCH! Offworld Recon
- March of the Eagles
- Marie baby-sitter
- Marine Heavy Gunner Vietnam
- Marine Malice : Le Mystère des graines d'algues
- Marine Malice 2 : Le Mystère de l'école hantée
- Marine Malice 3: Le Mystère du coquillage volé
- Marine Malice 4 : Le Mystère du ranch aux cochons
- Marine Malice 5 : Le Mystère du monstre du lagon
- Mario Andretti Racing Simulation
- Mario's Game Gallery
- Mark of the Ninja
- Marlow Briggs and the Mask of Death
- Marriage, The
- Mars: War Logs
- Martha Is Dead
- Martian Gothic
- Martin Mystère : Opération Dorian Gray
- Marvel Heroes
- Marvel Powers United VR
- Marvel Puzzle Quest
- Marvel Super Hero Squad Online
- Marvel Trading Card Game
- Marvel: Ultimate Alliance
- Marvel: Ultimate Alliance 2
- Marvel vs. Capcom: Infinite
- Marvel's Avengers
- Mashed
- Mashiroiro Symphony
- Mass Destruction
- Mass Effect
  - Mass Effect : Turbulences à 900 000 pieds
  - Mass Effect: Pinnacle Station
- Mass Effect 2
  - Mass Effect 2 : Zaeed, le prix de la revanche
  - Mass Effect 2 : Kasumi, la mémoire volée
  - Mass Effect 2 : Le Courtier de l'ombre
- Mass Effect 3
  - Mass Effect 3 : Surgi de cendres
  - Mass Effect 3: Leviathan
  - Mass Effect 3: Omega
  - Mass Effect 3 : Citadelle
- Mass Effect: Andromeda
- Massive Assault
- Massive Assault: Network
- Massive Chalice
- Master of Monsters
- Master of Orion II: Battle at Antares
- Master of Orion III
- Master of Orion: Conquer the Stars
- Master Rallye
- Masters of Anima
- Mat Hoffman's Pro BMX
- Mata Hari
- Matrix, The: Path of Neo
- Matrix Online, The
- Matt Hayes Fishing
- Maw, The
- Max and the Magic Marker
- Max: The Curse of Brotherhood
- Max Payne
- Max Payne 2: The Fall of Max Payne
- Max Payne 3
- Maya the Bee: What a Thunderstorm
- McPixel
- MDK
- MDK 2
- Meat Puppet
- Mecanoid 97
- Mechanic Escape
- MechCommander
- MechCommander 2
- MechWarrior 2: 31st Century Combat
  - MechWarrior 2: Ghost Bear's Legacy
  - MechWarrior 2: Mercenaries
- MechWarrior 3
  - MechWarrior 3: Pirate's Moon
- MechWarrior 4: Vengeance
  - MechWarrior 4: Black Knight
- MechWarrior 4: Mercenaries
- MechWarrior Tactics
- Medal of Honor : Débarquement allié
  - Medal of Honor : Débarquement allié - En formation
  - Medal of Honor : Débarquement allié - L'Offensive
- Medal of Honor : Batailles du Pacifique
- Medal of Honor: Airborne
- Medal of Honor
- Medal of Honor: Warfighter
- Medieval: Total War
  - Medieval: Total War - Viking Invasion
- Medieval II: Total War
  - Medieval II: Total War Kingdoms
- Medieval Lords
- Medium, The
- Mega Man: The Power Battle
- Mega Man 2: The Power Fighters
- Mega Man 11
- Mega Man: Legacy Collection
- Mega Man: Legacy Collection 2
- Mega Man Legends
- Mega Man Legends 2
- Mega Man Maker
- Mega Man Unlimited
- Mega Man X3
- Mega Man X4
- Mega Man X5
- Mega Man X6
- Mega Man X7
- Mega Man X8
- Mega Man X Collection
- Mega Man X: Legacy Collection
- Mega Man X: Legacy Collection 2
- Megadimension Neptunia VII
- MegaRace 3
- Melty Blood
- Memento Mori : Le Secret de la vie éternelle
- Memoria
- Men in Black: The Game
- Men of Valor
- Men of War
- Men of War: Red Tide
- Men of War: Assault Squad
- Men of War: Vietnam
- Men of War: Condemned Heroes
- Men of War: Assault Squad 2
- Mercedes-Benz Truck Racing
- Mercenaries 2 : L'Enfer des favelas
- Mercenary Kings
- Merchant Prince II
- Meridian 59
- Mésaventures de P.B. Winterbottom, Les
- Messenger, The
- Messiah
- Metal Conflict
- Metal Gear Solid
  - Metal Gear Solid : Missions spéciales
- Metal Gear Solid 2: Substance
- Metal Gear Solid V: Ground Zeroes
- Metal Gear Solid V: The Phantom Pain
- Metal Gear Rising: Revengeance
- Metal Gear Survive
- Metal Marines
- Metal Slug
- Metal Slug 2
- Metal Slug 3
- Metal Slug Defense
- Metal Slug X
- Metal Slug: Collection PC
- Metal Slug: Collector's Edition
- Metal Wolf Chaos XD
- MetalHeart: Replicants Rampage
- Metamorphabet
- Meteos Online
- Metin2
- Metrico
- Metro 2033
- Metro: Last Light
- Metro Exodus
- Meurtre au manoir
- Miami Vice
- Miasmata
- Michael Schumacher Racing World Kart 2002
- Mickey Saves the Day 3D Adventure
- Micro Commandos
- Micro Machines V3
- Micro Machines V4
- Microsoft Casino
- Microsoft: Classic Board Games
- Microsoft Entertainment Pack
- Microsoft Entertainment Pack: The Puzzle Collection
- Microsoft Flight
- Microsoft Flight Simulator (2020)
- Microsoft Golf 1998
- Microsoft Golf 1999
- Microsoft International Football 2000
- Microsoft Pinball Arcade
- Microsoft Return of Arcade
- Microsoft Revenge of Arcade
- Microsoft Solitaire Collection
- Microsoft Space Simulator
- Microsoft Train Simulator
- Midnight Club II
- Midnight Nowhere
- Midnight Outlaw: Illegal Street Drag
- Midtown Madness
- Midtown Madness 2
- Midnight Outlaw: Illegal Street Drag
- Midway Arcade Treasures
- Midway Arcade Treasures: Deluxe Edition
- Miegakure
- Mig Alley
- MiG-29 Fulcrum
- Might and Magic VI : Le Mandat céleste
- Might and Magic VII : Pour le sang et l'honneur
- Might and Magic VIII : Le Jour du destructeur
- Might and Magic IX
- Might and Magic X: Legacy
- Might and Magic: Clash of Heroes
- Might and Magic: Duel of Champions
- Might and Magic: Heroes VI
- Might and Magic: Heroes VII
- Might and Magic Heroes Online
- Mighty Gunvolt
- Mighty Jill Off
- Mighty No. 9
- Mighty Switch Force!
- Mighty Quest for Epic Loot, The
- Milanoir
- Millennium Racer: Y2K Fighters
- Millennium Soldier: Expendable
- Mind: Path to Thalamus
- Mind Quiz
- Mind Zero
- Mindustry
- Minecraft
- Minecraft: Dungeons
- Minecraft: Story Mode
- Minecraft: Story Mode - Saison 2
- Miner Wars 2081
- Mini Desktop Racing
- Mini Metro
- Mini Ninjas
- Mini Racing Online
- Minions of Mirth
- Ministry of Broadcast
- Minit
- Miracle Bug and the Electric Limbo
- Mirage: Arcane Warfare
- Mirror's Edge
- Mirror's Edge Catalyst
- MirrorMoon EP
- Miss Spider : La Chasse au trésor
- Missile Command
- Mission Équitation : À la recherche du cheval d'or
- Mission Équitation : Sur la piste des Appaloosas
- Mission Équitation online : Mon Club sur internet
- Mission G
- Mission: Humanity
- Mission Président : Geo-Political Simulator
- Mission: T.H.I.N.K.
- MissionForce: CyberStorm
- Mistmare
- MLB Front Office Manager
- Mob Enforcer
- Mobil 1 Rally Championship
- Mobile Forces
- Mobile Suit Gundam: Zion Dukedom Military-File
- Mobilesuit Gundam: CG Visual Collection
- Mobius Final Fantasy
- Mockba to Berlin
- Modern Combat 5: Blackout
- Modern Combat: Versus
- Moe Chronicle
- Moebius: Empire Rising
- MoHo
- Moment of Silence, The
- La Momie
- Mon 1er Lapin Malin : Le Merveilleux Coffre à jouets !
- Monaco
- Monaco Grand Prix: Racing Simulation 2
- Monday Night Combat
- Monde fabuleux de Gaya, Le
- Monde de Narnia, Le : Chapitre 1 - Le Lion, la sorcière blanche et l'armoire magique
- Monde de Narnia, Le : Chapitre 2 - Le Prince Caspian
- Monde de Nemo, Le
- Monde des Ronrons, Le
- Monkey Island 2: LeChuck's Revenge
- Monopoly (1995)
- Monopoly (1999)
- Monopoly (2007)
- Monopoly (2012)
- Monopoly Build-a-Lot Edition
- Monopoly Casino
- Monopoly Casino: Vegas Edition
- Monopoly : Édition Coupe du monde France 1998
- Monopoly Here and Now
- Monopoly Junior
- Monopoly: New Edition
- Monopoly: Platinum Edition
- Monopoly Pinball
- Monopoly SpongeBob SquarePants Edition
- Monopoly Star Wars
- Monopoly Tycoon
- Monster Bass
- Monster Boy et le Royaume maudit
- Monster Energy Supercross
- Monster Energy Supercross 2
- Monster Energy Supercross 3
- Monster Hunter Frontier Online
- Monster Hunter: Frontier G
- Monster Hunter: World
- Monster Jam: Maximum Destruction
- Monster Jam
- Monster Madness: Battle for Suburbia
- Monster Monpiece
- Monster Train
- Monster Truck Madness
- Monster Truck Madness 2
- Monster Trucks
- Monster Trucks Nitro
- Monster Trux Extreme: Offroad Edition
- Monsters Ate My Birthday Cake
- Monsterville
- Monstres contre Aliens
- Monstres et Cie : Atelier de jeux
- Monstres et Cie : L'Île de l'épouvante
- Montezuma's Return!
- Montjoie !
- Monty Python's Complete Waste of Time
- Monty Python's Looney Bin
- Monty Python's The Meaning of Life
- Monty Python and the Quest for the Holy Grail
- Moon.
- Moon Tycoon
- Moonbase Alpha
- Moonbase Commander
- Moonlighter
- Moons of Madness
- Mordhau
- Mordheim: City of the Damned
- Moria
- Morning's Wrath
- Morpheus
- Morphies Law
- Mortal Kombat Trilogy
- Mortal Kombat 4
- Mortal Kombat (2011)
- Mortal Kombat X
- Mortal Kombat 11
- Mortal Online
- Mortal Shell
- Mortyr: 2093-1944
- Mortyr II
- Mosquito Squadron
- Moss
- Mother Russia Bleeds
- Moto Extreme
- MotoGP '07
- MotoGP '08
- MotoGP 09/10
- MotoGP 10/11
- MotoGP 13
- MotoGP 14
- MotoGP 15
- MotoGP 17
- MotoGP 18
- MotoGP 19
- MotoGP 20
- MotoGP: Ultimate Racing Technology
- MotoGP: Ultimate Racing Technology 2
- MotoGP: Ultimate Racing Technology 3
- Moto Racer
- Moto Racer 2
- Moto Racer 3
- Moto Racer 4
- Motocross Madness
- Motocross Madness 2
- Motocross Mania
- Motor City Online
- Motorhead
- Motorsport Manager
- Mount and Blade
- Mount and Blade: Warband
- Mount and Blade: With Fire and Sword
- Mount and Blade II: Bannerlord
- Mountain
- Mountain of Faith
- Mouse Trophy
- Move or Die
- Movies, The
  - Movies: Stunts and Effects, The
- Moving Out
- Mozart : Le Dernier Secret
- Mr. Driller
- Mr. Goemon
- Mr. Potato Head Saves Veggie Valley
- Mr. Shifty
- Ms. Pac-Man: Quest for the Golden Maze
- Ms. Splosion Man
- Mtp Target
- MTV's Slamscape
- MTV Sports: Skateboarding - Featuring Andy Macdonald
- MTV Celebrity Deathmatch
- MTX Mototrax
- Mu Online
- Mu-cade
- MudRunner
- MudRunner 2
- Mugen Souls
- Multiwinia
- Mummy, The
- Mummy: Tomb of the Pharaoh
- Mummy Sandbox
- Muppets Inside
- Murder in the Hotel Lisbon
- Murdered: Soul Suspect
- Mushihime-Sama
- Mushroom 11
- Mushroom Wars
- Musō Orochi Z
- Mutant Mudds
- Mutant Year Zero: Road to Eden
- Mutazione
- Muv-Luv
- MVP Baseball 2003
- MVP Baseball 2004
- MVP Baseball 2005
- MX vs. ATV All Out
- MX vs. ATV Reflex
- MX vs. ATV Supercross
- MX vs. ATV Unleashed
- MXGP: The Official Motocross Videogame
- MXGP 2: The Official Motocross Videogame
- MXGP 3: The Official Motocross Videogame
- MXGP 2019
- MXM: Master X Master
- My Best Friends : Chiens et chats
- My Disney Kitchen
- My Friend Pedro
- My Girlfriend Is the President
- My Hero: One's Justice
- My Hero: One's Justice 2
- My Horse and Me
- My Horse and Me 2
- My Memory of Us
- My Time at Portia
- My Vet Practice: Marine Patrol
- MySims
- Myst
- Myst III: Exile
- Myst IV: Revelation
- Myst V: End of Ages
- Myst Online: Uru Live
- Mystère au palais d'été
- Mystérieuses Cités d'or, Les : Mondes secrets
- Mysterium
- Mystery Case Files: 13th Skull
- Mystery Case Files: Broken Hour
- Mystery Case Files: The Countess
- Mystery Case Files: Dire Grove
- Mystery Case Files: Escape From Ravenhearst
- Mystery Case Files: Fate's Carnival
- Mystery Case Files: Huntsville
- Mystery Case Files: Madame Fate
- Mystery Case Files: Prime Suspects
- Mystery Case Files: Ravenhearst
- Mystery Case Files: Return to Ravenhearst
- Mystery Case Files: The Revenant's Hunt
- Mystery Case Files: Rewind
- Mystery Case Files: Shadow Lake
- Mystery Chronicle: One Way Heroics
- Mystery of the Druids, The
- Myth : Les Seigneurs damnés
- Myth II : Le Fléau des âmes
- Myth III: The Wolf Age
- Myth Makers Super Kart GP
- Mytheon
- Mythos

| Sommaire : | Haut - A B C D E F G H I J K L M N O P Q R S T U V W X Y Z 0-9 |